# 塔朗泰斯谷
塔朗泰斯谷（法語：Vallée de la Tarentaise，法語發音：[vale də la taʁɑ̃tɛz]），位於法國阿爾卑斯山心臟地帶、伊澤爾河的一個河谷，其命名可以追溯至羅馬時期以前塞烏特龍部族的都城達蘭塔西亞（Darantasia）。在河谷的底部，西端為萨瓦省的副省会阿尔贝维尔，一直往東走會到達穆捷，然後是艾姆和圣莫里斯堡。該處是世界聞名的滑雪場地，包括位於穆捷附近的三山谷（库尔舍韦勒、梅里贝勒、瓦勒托朗等）、帕拉迪斯基（艾姆對上的拉普拉涅、圣莫里斯堡對上的莱萨尔克）、蒂涅、瓦勒迪泽尔等等。